# Llista dels volcans de l'Azerbaidjan

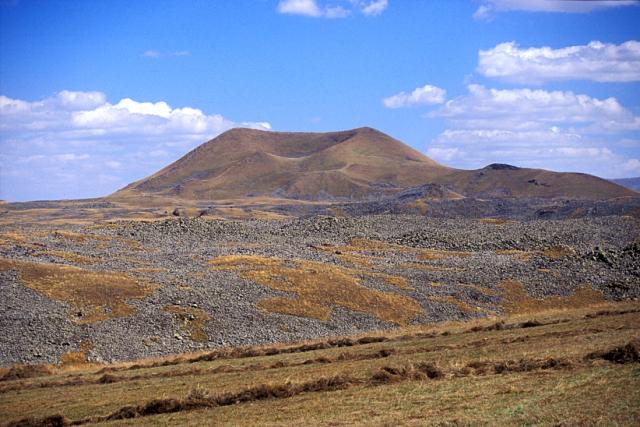
El Porak.

Aquest article presenta una llista dels volcans de l'Azerbaidjan.

## Llista
| Nom          | Alçada | Última erupció | Coordenades                              |
| ------------ | ------ | -------------- | ---------------------------------------- |
| Böyük İşıqlı | 3.552  | Desconeguda    | 39° 35′ N, 46° 10′ E / 39.583°N,46.167°E |
| Porak        | 2.800  | 778 aC         | 40° 01′ N, 45° 47′ E / 40.017°N,45.783°E |
| Qarqar       | 3.000  | 3000 aC        | 39° 44′ N, 46° 01′ E / 39.733°N,46.017°E |